# Serie A 2023/2024
Soutěžní ročník Serie A 2023/2024 byl 122. ročník nejvyšší italské fotbalové ligy a 92. ročník od založení Serie A. Soutěž začala 19. srpna 2023 a skončila 26. května 2024. Účastnilo se jí opět 20 týmů, z toho 17 se kvalifikovalo z minulého ročníku. Poslední tři týmy předchozího ročníku, jimiž byly Spezia, Cremonese a poslední tým ročníku - Sampdoria, sestoupily do druhé ligy. Opačným směrem putovalo Frosinone (vítěz druhé ligy), Janov a Cagliari, které po obsazení 5. místa v ligové tabulce zvítězil v play-off. Frosinone se do nejvyšší ligy vrátil po 4 letech a Janov a Cagliari hned po jedné sezoně.

## Přestupy hráčů
| Jméno                   | odkud               | kam                  | cena           |  |
| ----------------------- | ------------------- | -------------------- | -------------- |  |
| Rasmus Højlund          | Atalanta BC         | Manchester United FC | 75 000 000 eur |  |
| Sandro Tonali           | AC Milán            | Newcastle United FC  | 64 000 000 eur |  |
| André Onana             | FC Inter Milán      | Manchester United FC | 52 500 000 eur |  |
| Kim Min-dže             | SSC Neapol          | FC Bayern Mnichov    | 50 000 000 eur |  |
| Sergej Milinković-Savić | SS Lazio            | Al Hilal FC          | 40 000 000 eur |  |
| Dejan Kulusevski        | Juventus FC         | Tottenham Hotspur FC | 30 000 000 eur |  |
| Benjamin Pavard         | FC Bayern Mnichov   | FC Inter Milán       | 30 000 000 eur |  |
| Moise Kean              | Everton FC          | Juventus FC          | 30 000 000 eur |  |
| Roger Ibañez            | AS Řím              | Al Ahli              | 30 000 000 eur |  |
| Jesper Lindstrøm        | Eintracht Frankfurt | SSC Neapol           | 30 000 000 eur |  |
| Manuel Locatelli        | US Sassuolo Calcio  | Juventus FC          | 30 000 000 eur |  |

## Účastníci
| Klub        | Město     | Stadion                                    | Trenér                                                                                                  | Nejlepší střelec                         |
| ----------- | --------- | ------------------------------------------ | --- | ---------------------------------------- |
| Atalanta    | Bergamo   | Stadio Gewiss Stadium                      | Gian Piero Gasperini                                                                                    | Teun Koopmeiners, Gianluca Scamacca (12) |
| Boloňa      | Boloňa    | Stadio Renato Dall'Ara                     | Thiago Motta                                                                                            | Joshua Zirkzee (11)                      |
| Cagliari    | Cagliari  | Unipol Domus                               | Claudio Ranieri                                                                                         | Nicolas Viola (5)                        |
| Empoli      | Empoli    | Stadio Carlo Castellani                    | Paolo Zanetti (1.–4. kolo) Aurelio Andreazzoli (5.–20. kolo) Davide Nicola                              | M'Baye Niang (6)                         |
| Fiorentina  | Florencie | Stadio Artemio Franchi                     | Vincenzo Italiano                                                                                       | Nicolás González (11)                    |
| Frosinone   | Frosinone | Stadio Benito Stirpe                       | Eusebio Di Francesco                                                                                    | Matías Soulé (11)                        |
| Inter       | Milán     | Stadio Giuseppe Meazza                     | Simone Inzaghi                                                                                          | Lautaro Martínez (24)                    |
| Janov       | Janov     | Stadio Luigi Ferraris                      | Alberto Gilardino                                                                                       | Albert Guðmundsson (14)                  |
| Juventus    | Turín     | Allianz Stadium                            | Massimiliano Allegri (1.–36. kolo) Paolo Montero                                                        | Dušan Vlahović (16)                      |
| Lazio       | Řím       | Stadio Olimpico                            | Maurizio Sarri (1.–28. kolo) Giovanni Martusciello (29. kolo) Igor Tudor                                | Ciro Immobile (7)                        |
| Lecce       | Lecce     | Stadio Via del Mare                        | Roberto D'Aversa (1.–28. kolo) Luca Gotti                                                               | Nikola Krstović (7)                      |
| Milán       | Milán     | Stadio Giuseppe Meazza                     | Stefano Pioli                                                                                           | Olivier Giroud (15)                      |
| Monza       | Monza     | Stadio Brianteo                            | Raffaele Palladino                                                                                      | Andrea Colpani (8)                       |
| Neapol      | Neapol    | Stadio Diego Armando Maradona              | Rudi Garcia (1.–12. kolo) Walter Mazzarri (13.–25. kolo) Francesco Calzona                              | Victor Osimhen (15)                      |
| Řím         | Řím       | Stadio Olimpico                            | José Mourinho (1.–20. kolo) Daniele De Rossi                                                            | Romelu Lukaku, Paulo Dybala (13)         |
| Salernitana | Salerno   | Stadio Arechi                              | Paulo Sousa (1.–8. kolo) Filippo Inzaghi (9.–24. kolo) Fabio Liverani (25.–29. kolo) Stefano Colantuono | Andrea Candreva (6)                      |
| Sassuolo    | Sassuolo  | Stadio Mapei Stadium - Città del Tricolore | Alessio Dionisi (1.–20. kolo, 22.–26. kolo) Emiliano Bigica (21. kolo) Davide Ballardini                | Andrea Pinamonti (11)                    |
| Turín       | Turín     | Stadio Olimpico Grande Torino              | Ivan Jurić                                                                                              | Duván Zapata (12)                        |
| Udinese     | Udine     | Stadio Friuli                              | Andrea Sottil (1.–9. kolo) Gabriele Cioffi (10.–33. kolo) Fabio Cannavaro                               | Lorenzo Lucca (8)                        |
| Verona      | Verona    | Stadio Marcantonio Bentegodi               | Marco Baroni                                                                                            | Cyril Ngonge (6)                         |

## Tabulka
| Poř. | Tým         | Z  | V  | R  | P  | VG | OG | B  |
| ---- | ----------- | -- | -- | -- | -- | -- | -- | -- |
| 1.   | Inter       | 38 | 29 | 7  | 2  | 89 | 22 | 94 |
| 2.   | Milán       | 38 | 22 | 9  | 7  | 76 | 49 | 75 |
| 3.   | Juventus    | 38 | 19 | 14 | 5  | 54 | 31 | 71 |
| 4.   | Atalanta    | 38 | 21 | 6  | 11 | 72 | 42 | 69 |
| 5.   | Boloňa      | 38 | 18 | 14 | 6  | 54 | 32 | 68 |
| 6.   | Řím         | 38 | 18 | 9  | 11 | 65 | 46 | 63 |
| 7.   | Lazio       | 38 | 18 | 7  | 13 | 49 | 39 | 61 |
| 8.   | Fiorentina  | 38 | 17 | 9  | 12 | 61 | 46 | 60 |
| 9.   | Turín       | 38 | 13 | 14 | 11 | 36 | 36 | 53 |
| 10.  | Neapol      | 38 | 13 | 14 | 11 | 55 | 48 | 53 |
| 11.  | Janov       | 38 | 12 | 13 | 13 | 45 | 45 | 49 |
| 12.  | Monza       | 38 | 11 | 12 | 15 | 39 | 51 | 45 |
| 13.  | Verona      | 38 | 9  | 11 | 18 | 38 | 51 | 38 |
| 14.  | Lecce       | 38 | 8  | 14 | 16 | 32 | 54 | 38 |
| 15.  | Udinese     | 38 | 6  | 19 | 13 | 37 | 53 | 37 |
| 16.  | Cagliari    | 38 | 8  | 12 | 18 | 42 | 68 | 36 |
| 17.  | Empoli      | 38 | 9  | 9  | 20 | 29 | 54 | 36 |
| 18.  | Frosinone   | 38 | 8  | 11 | 19 | 44 | 69 | 35 |
| 19.  | Sassuolo    | 38 | 7  | 9  | 22 | 43 | 75 | 30 |
| 20.  | Salernitana | 38 | 2  | 11 | 25 | 32 | 81 | 17 |

Poznámky
- Z = Odehrané zápasy; V = Vítězství; R = Remízy; P = Prohry; VG = Vstřelené góly; OG = Obdržené góly; B = Body

|  | Mistr ligy a přímý postup do Ligy mistrů 2024/25          |
|  | Přímý postup do Ligy mistrů 2024/25                       |
|  | Přímý postup do Evropské ligy UEFA 2024/25                |
|  | Postup do předkola Evropské konferenční ligy UEFA 2024/25 |
|  | Sestup do Serie B 2024/2025                               |

## Statistiky

### Střelecká listina
| Pořadí | Jméno              | Klub           | Branky |
| ------ | ------------------ | -------------- | ------ |
| 1.     | Lautaro Martínez   | Inter          | 24     |
| 2.     | Dušan Vlahović     | Juventus       | 16     |
| 3.     | Victor Osimhen     | Neapol         | 15     |
| 3.     | Olivier Giroud     | Milán          | 15     |
| 5.     | Albert Guðmundsson | Janov          | 14     |
| 6.     | Romelu Lukaku      | Řím            | 13     |
| 6.     | Marcus Thuram      | Inter          | 13     |
| 6.     | Hakan Çalhanoğlu   | Inter          | 13     |
| 6.     | Duván Zapata       | Atalanta+Turín | 13     |
| 6.     | Paulo Dybala       | Řím            | 13     |

## Vítěz
Inter Milán  (20. titul)